# 中村勝己
中村 勝己（なかむら かつみ、1924年7月19日 -　2013年7月26日）は、日本の経済史研究者。慶應義塾大学名誉教授。アメリカ合衆国の経済史（資本主義成立史）研究を端緒に、ピューリタニズムおよび近代資本主義の宗教社会学的研究、自らの信仰の基盤である無教会主義キリスト教の歴史的研究などを行った。
中村研究会出身者には蔭山宏慶應義塾大学名誉教授などがいる。

## 略歴
- 1924年 東京府生まれ。
- 1937年 旧制慶應義塾普通部入学。
- 1942年 慶應義塾大学経済学部予科入学。
- 1944年 海軍入隊。
- 1945年 復員。
- 1948年 慶應義塾大学経済学部卒業。
- 1966年 同学部助手、専任講師、助教授を経て教授に就任。経済学博士取得、学位論文で慶應義塾賞受賞。
- この間 青山学院大学大学院経済学研究科非常勤講師、早稲田大学大学院経済学研究科非常勤講師、早稲田大学経済学部非常勤講師、専修大学経済学部非常勤講師を兼任。
- 1989年 慶應義塾大学名誉教授。

## 家族
父は医師中村勝屋、母佐多子（旧姓山本、山本協一は実兄）、妻は植物学者矢部吉禎の四女花子、長男は古代オリエント学者・ヒッタイト学者で元山陽学園大学教授の中村光男。

## 著書
- 『アメリカ資本主義の成立』日本評論社、1966年
- 『アメリカ資本主義論』未來社、1971年
- 『近代文化の構造　キリスト教と近代』筑摩書房、1972年/講談社学術文庫、1995年
- 『一般経済史』慶應義塾大学通信教育教材、1976年
- 『一般経済史』改訂版・筑摩書房、1978年/『世界経済史』講談社学術文庫、1994年
- 『内村鑑三と矢内原忠雄』リブロポート、1981年
- 『現代社会の構造　経済史家の見た後進国問題』リブロポート、1984年
- 『経済的合理性を超えて』みすず書房、1989年
- 『イギリス歴史紀行』リブロポート「旅の本」、1991年
- 『キリスト教と社会科学』聖書註解刊行会、1994年
- 『近代市民社会論』プリコ、2005年、改訂版・今日の話題社、2007年
- 『現代とはどういう時代か』江ノ電沿線新聞社、2005年

## 編著
- 『受容と変容　近代日本の経済と思想』みすず書房、1989年
- 『マックス・ウェーバーと日本』みすず書房、1990年
- 『歴史の中の現代　西洋・アジア・日本』ミネルヴァ書房、1999年。門下生の論集

## 編集
- 矢内原忠雄『キリスト者の信仰』全8巻（解題）岩波書店、1981-82年。
- 矢内原忠雄『矢内原忠雄未発表聖書講義　イザヤ書・ミカ書』（解題）新地書房、1984年。
- 矢内原忠雄『戦時下松本新年講演集』（解題）新地書房、1990年。
- 矢内原忠雄『山中湖聖書講習会　講話・講演・感想』（解題）新地書房、1991年。

## 註
1. ↑  中村勝己氏死去「東京新聞」
2. ↑  䕃山宏教授退職記念号　序